# 高山春夫
高山 春夫（たかやま はるお、1月3日 - ）は、日本の俳優。新潟県出身。プロダクション・エース所属。

## 出演作品

### テレビドラマ
- こまらせないで
- 西遊記
- 就職戦線殺人事件

### 映画
- 友子よ晴れない霧はない
- ラストフランケンシュタイン
- ワンダーシップ号の冒険

### 吹き替え
- アメリカン・グラフィティ（ハンク〈アルバート・ナルバンディアン〉、カートの父、ウルフ 他）※BD版
- ER XIV 緊急救命室 #9（患者〈ヴィクター・カンポス〉）
- 偉大なる家族（ジャンビエ本部長）
- ザ・クリーナー 消された殺人（ジェフ）
- 三国志（李儒・蔡瑁・曹洪）
- ハイジャック181（シューマン）
- ブルース・リー伝説（忠良）
- 弁護士イーライのふしぎな日常
- ミディアム6 霊能者アリソン・デュボア
- ライラの冒険 黄金の羅針盤
- ロードNO.1（インジェ）

### テレビアニメ
- 甘々と稲妻（保坂先生）

### 舞台
- 早稲田小劇場（鈴木忠志演出）
  - トロイアの女
  - バッコスの信女
- 東宝（鈴木忠志演出）
  - 悲劇－アトレウス家の崩壊
- SCOT（鈴木忠志演出）
  - リア王
  - ディオニュソス
  - クリテムネストラ
- SCOT（ヨナス・ヨラサス演出）
  - 「三人姉妹」
- 松竹（坂東玉三郎演出）
  - ガラスの仮面
  - なよたけ
- 松竹（ジャイルス・ブロック演出）
  - 桜の園
- 松竹（ロバート・アラン・アッカーマン演出）
  - 蜘蛛女のキス
- こまつ座（高瀬久男演出）
  - 十一ぴきのネコ
- こまつ座（木村光一演出）
  - イーハトーボの劇列車
- フロムスリー（美輪明宏演出）
  - マリーローランサン物語
- 岸田事務所（和田喜夫演出）
  - 宵待草
  - 糸地獄
- ギィフォアシー・シアター（花房徹演出）NHK芸術劇場ON AIR
  - 王様盛衰記
- ホリプロ（蜷川幸雄演出）
  - リチャード三世
- ホリプロ（蜷川幸雄演出）
  - ロミオとジュリエット
- シアターコクーン アテネ・オリンピックフェスティバル参加（蜷川幸雄演出） 
  - オイディプス王
- さいたま芸術（蜷川幸雄演出）
  - お気に召すまま
  - コリオレイナス
  - タイタスアンドロニカス
  - オセロー
- THEATRE1010（ロバート・アラン・アッカーマン演出）
  - 楡の木陰の欲望
- ホリプロ（江守徹演出）
  - キスへのプレリュード
- ホリプロ（ウィリアム・オルドロイド演出）
  - キーン
- 演劇倶楽部座（壤晴彦構成/演出）
  - 野菊の墓
  - おたふく
  - 歌行燈
  - お伽草紙・舌切雀
  - 夜行巡査
  - 高野聖
  - 山椒大夫
  - 蜘蛛の糸
  - 五重塔（のっそり十兵衛）
- Kawai Project（河合祥一郎演出）
  - ゴドーを待ちながら - エストラゴン 役[1]
  - 悪い仲間[2]
- 平成プロジェクト（高松潤演出）
  - あねさきの風 〜学び直しで立ち直った不良たちと学校の物語〜[3]
- 名取事務所（寺十吾演出）
  - メイジー・ダガンの遺骸[4]